# ISO 11940
ISO 11940 ist eine von der Internationalen Organisation für Normung im Jahr 1992 herausgegebene und 1998 modifizierte Norm, die eine wissenschaftliche Transliteration der thailändischen Schrift ins lateinische Alphabet definiert.
Im Mai 2007 wurde ein zweiter Teil der Norm herausgegeben, der sich mit vereinfachter Transkription der thailändischen Sprache befasst und fast dem Allgemeinen Königlich-Thailändischen Umschriftsystem entspricht.
ISO 11940 verwendet zur originalgetreuen Darstellung der thailändischen Schriftzeichen in der lateinischen Schrift verschiedene diakritische Zeichen sowie Sonderzeichen, die nicht im Unicode-Standard enthalten sind, was vor allem in der Datenverarbeitung Probleme verursacht. Daher ist dieses Transliterationsschema nicht sehr verbreitet.
Bestimmte Implementierungen dieser Norm verwenden kleinere Änderungen, um diese auch auf dem Computer nutzbar zu machen. Unter anderem werden die problematischen Zeichen mit Horn, die in Unicode fehlen, durch Digraphen mit dem Minutenzeichen ersetzt.

## Vokale
| Zeichen | Transliteration |
| ------- | --------------- |
| —ะ      | a               |
| —ั—      | ạ               |
| —า      | ā               |
| —ำ      | å               |
| —ิ       | i               |
| —ี       | ī               |
| —ึ       | ụ               |
| —ื       | ụ̄               |
| —ุ       | u               |
| —ู       | ū               |
| เ—      | e               |
| แ—      | æ               |
| โ—      | o               |
| ใ—      | ı               |
| ไ—      | ị               |
| —ๅ      | ɨ               |

## Betonungszeichen
Die Betonungszeichen werden mit kombinierenden Diakritika umschrieben. Diese verbinden sich mit dem Vokal, zu dem das Zeichen gehört, z. B. wird der Begriff ไม้เอก als mị̂xek mit einem Zirkumflex über dem ị dargestellt. Einzig für das Zeichen ๎ wird eine selbständige Tilde verwendet.
| Zeichen | Transliteration |
| ------- | --------------- |
| _่       | `               |
| _้       | ^               |
| _๊       | ´               |
| _๋       | ˇ               |
| _็       | ˘               |
| _์       | ʻ               |
| _๎       | ~               |
| _ํ       | °               |
| _ฺ       | ˳               |

## Sonderzeichen
Die Romanisierung der Zeichen ฯ sowie ๚ stellt keine senkrechten Striche oder das Lothringer Kreuz dar, sondern sind die Klicklautbuchstaben, die in den Khoisan-Sprachen zur Darstellung der Schnalzlaute verwendet werden.
ฯ wird verschieden dargestellt, je nach Kontext.
| Zeichen | Transliteration |
| ------- | --------------- |
| ๆ       | «               |
| ฯ       | ǂ, ǀ            |
| ๏       | §               |
| ๚       | ǁ               |
| ๛       | »               |